# Skytts kontrakt (-1961)
Skytts kontrakt var ett kontrakt i Lunds stift inom Svenska kyrkan. Kontraktet upphörde 31 december 1961 då samtliga ingående församlingar övergick i Oxie och Skytts kontrakt. 

## Administrativ historik
Kontraktet finns omnämnt från 1500-talet och omfattade från 1800-talet
- Vellinge församling
- Fuglie församling
- Trelleborgs församling
- Maglarps församling
- Rängs församling
- Stora Hammars församling
- Håslövs församling
- Bodarps församling
- Västra Tommarps församling
- Skegrie församling
- Västra Alstads församling
- Fru Alstads församling
- Stora Slågarps församling
- Lilla Slågarps församling
- Dalköpinge församling
- Gislövs församling
- Bösarps församling
- Simlinge församling
- Hammarlövs församling
- Västra Vemmerlövs församling
- Gylle församling
- Kyrkoköpinge församling
- Skanörs församling
- Falsterbo församling